# Museum der Pommerschen Einwanderung
Das Museum der Pommerschen Einwanderung (Museu da Imigração Pomerana) in Santa Maria de Jetibá beschreibt die Einwanderung von Migranten aus Pommern in den Bundesstaat Espírito Santo in Brasilien.
Hauptsiedlungsgebiet der deutschen Einwanderer in Brasilien war der klimatisch mit Europa vergleichbare Süden mit Rio Grande do Sul und Santa Caterina sowie in geringerem Umfang Espírito Santo. Das Museum liegt in einem Haus aus dem Jahr 1905 in Santa Maria de Jetibá; dort werden Ausstellungsstücke zur Besiedlung der Stadtgemeinde durch Deutsche aus Pommern ausgestellt.